# Легран, Аман-Теофиль-Жозеф
Аман-Теофиль-Жозеф Легран (фр. Amand-Théophile-Joseph Legrand, 19 апреля 1853 года, Laigle, Франция — 10 апреля 1937 года, Восточная Бенгалия) — католический прелат, четвёртый епископ Дакки с 16 августа 1916 года по 9 ноября 1929 года. Член монашеской Конгрегации Святого Креста.

## Биография
20 сентября 1879 года рукоположён в священники в монашеской Конгрегации Святого Креста.
16 августа 1916 года римский папа Бенедикт XV назначил его епископом Дакки. 5 ноября 1916 года состоялось его рукоположение в епископы, которое совершил кардинал, префект Священной Конгрегации Пропаганды Веры Доменико Серафини в сослужении с титулярным епископом Каристуса епископом Поль-Гастоном Лаперрен Д’Опулем и титулярным епископом Ламуса Джоном МакИнтиром.
9 ноября 1929 года подал в отставку с титулом «титулярный епископ Кирены».
Скончался в апреле 1937 года в Дакке.